# Rejon rossoński
Rejon rossoński (biał. Расонскі раён, Rasonski rajon, ros. Россо́нский райо́н, Rossonskij rajon) – rejon w północnej Białorusi, w obwodzie witebskim. Leży na terenie dawnego powiatu horodeckiego.

## Geografia
Rejon rossoński ma powierzchnię 1926,87 km². Lasy zajmują powierzchnię 1358,39 km², bagna 85,50 km², obiekty wodne 94,78 km².